# Шадринский краеведческий музей имени В. П. Бирюкова
Шадринский краеведческий музей им. В. П. Бирюкова — музей, расположенный в городе Шадринск.

## История
Шадринский краеведческий музей — является одним из самых старых музеев Урала. Он стал преемником Шадринского научного хранилища, который был создан краеведом Владимиром Бирюковым и открылся 9 января 1918 года, а его основой — историко-краеведческая коллекция В. Бирюкова.
В музей входили краеведческий музей, архив, библиотека, картинная галерея шадринского профессора Федора Бронникова, который завещал свою коллекцию городу. Долгие годы шадринский краеведческий музей служил хранилищем различных исторических и природных раритетов и духовного наследия Шадринска.
С 2008 года музей располагается в здании бывшей больницы для хронических и неизлечимых больных имени А. П. Ночвина. Здание является памятником архитектуры регионального значения.

## Директора музея
Основатель Шадринского краеведческого музея является Владимир Павлович Бирюков, в области краеведения вошел в плеяду самых выдающихся деятелей XX века на Урале, собрав уникальные коллекции и документальные материалы, сохранив большую часть наследия для потомков. Его интерес простирался в различные области от археологической науки до архитектуры, от диалектологии до этнографии. В научном хранилище Владимир Павлович проработал 14 лет. В августе 1931 года он оставляет пост директора музея и переезжает из Шадринска в Свердловск, становится секретарем Уральского областного бюро краеведения.
В последующие годы директорами работали:
- Уфимцев (с сентября 1931 г. по январь 1941 г.)
- Денгина Екатерина Васильевна (с 1941 по 1942 гг.);
- Матвеева Мария Аристарховна (с 1942 по 1944 гг.);
- Бусыгина Анастасия Филипповна (с 1945 по 1948 гг.);
- Солинович Медеей Михайлович (с 1948 по 1949 гг.);
- Дегтянников Ефим Григорьевич (с 1949 по 1950 гг.);
- Ивашкина Маргарита Прокопьевна (с 1950 по 1951 гг.);
- Упоров Архип Васильевич (с 1951 по 1952 гг.)
- Арыкин Александр Григорьевич (с 1954 по 1960 гг.);
- Мокеев Виктор Михайлович (с 1960 по 1975 гг.);
- Осинцев, Леонид Петрович (с 1975 по 1982 гг.);
- Мосеев Владимир Николаевич (в 1982 г. временно исполнял обязанности директора музея);
- Рымарь Евгения Эдуардовна (с 1982 по 1984 гг.);
- Зуева Маргарита Ивановна (в 1984 г. временно исполняла обязанности директора музея);
- Сидорова Мария Ивановна (с 1984 по 1987 гг.);
- Андреева Антонина Федоровна (с 1987 по 2001 гг.);
- Мурзин Алексей Никитич (с 2001 по 2007 гг.);
- Русакова Юлия Евгеньевна (с 2007 по 2013 гг.);
- Новоселова Светлана Николаевна (с 2013 г.).

## Музей сегодня
Ныне фонд музея располагает 60 тыс. экспонатов, причём около 30 тыс. единиц принадлежат к основному фонду. Около 20 тыс. экспонатов служат частью государственного музейного фонда. Они объединены в ряд коллекций: живописи, графики, иконописи, скульптуры, декоративно-прикладного искусства, нумизматики, металлопластики, этнографии, оружия, редкой книги, письменных и изобразительных источников, археологии, геологии, палеонтологии, техники и др. — всего около 40 коллекций.
Ежегодно музей посещают до 20 тыс. человек.
В настоящее время музей располагает 7 залами. В экспозициях музея представлены:
- «Конференц - зал» — зал № 1
- «Освоение края. Становление города» — зал № 2
- «История города Шадринска до 1917 г.» — зал № 3
- «Природа нашего края» — зал № 4
- «Зал фондовых коллекций» — зал № 5
- «Зал искусств: жизнь и творчество Ф. А. Бронникова, И. Д. Шадра» — зал № 6
- «Выставочный зал» — зал № 7

В выставочном зале музея ежегодно проходит более 20 временных выставок, большинство из которых посвящены популяризации творчества местных мастеров. Тематические выставки создаются на основе фондовых материалов музея. Традиционной стала выставка «Новых поступлений», на которой экспонируются наиболее интересные предметы, пополнившие музейный фонд в течение года. Эта выставка — итог учётной и собирательской работы сотрудников музея, она освещает работу по комплектованию фондов музея.